# Palaeocentrotidae
Die Palaeocentrotidae sind eine ausgestorbene Fischfamilie aus der Ordnung der Glanzfischartigen (Lampriformes). Sie sind nah mit den rezenten Segelträgern (Veliferidae) verwandt und bilden mit diesen die Unterordnung Veliferoidei.

## Merkmale
Wie die Segelträger sind die Palaeocentrotidae hochrückige, seitlich stark abgeflachte Fische. Der Kopf ist relativ groß mit einem hohen Scheitelkamm (Supraoccipital crest). Das Maul ist groß und zahnlos. Das Coracoid ist bauchseits nicht erweitert. Die Wirbelsäule besteht aus 29 bis 32 Wirbeln. Rippen sind nur schwach entwickelt. Der vordere Abschnitt der Rückenflosse besteht aus einem halbmondförmigen Lobus, der von sechs Weichstrahlen gestützt wird und durch eine Einbuchtung von der restlichen Rückenflosse getrennt ist. Der mittlere Abschnitt der Rückenflosse wird von acht oder neun Hartstrahlen, der hintere von etwa 20 Weichstrahlen getragen. Die Afterflosse wird von fünf oder sechs kurzen Hartstrahlen und etwa 20 Weichstrahlen gestützt. Die Brustflossen sind klein, die Bauchflossen sind lang. Die Schwanzflosse ist abgerundet und wird von 10 oder 12 Flossenstrahlen gestützt. Die Schuppen der Fische sind sehr dünn.
Von anderen Familien der Unterordnung Veliferoidei kann die Familie Palaeocentrotidae durch folgende Merkmale unterschieden werden:
- Hartstrahlen sind nur im mittleren Abschnitt der Rückenflosse vorhanden.
- Der erste Flossenträger (Pterygiophore) der Rückenflosse befindet sich vor dem ersten Neuraldorn.

## Gattungen
- Natgeosocus Bannikov, 2014, Rupelium des Kaukasus
- Palaeocentrotus Kühne, 1941, Unteres Ypresium von Dänemark (Fur-Formation), (Typusart)